# Vecchio Hotel Vojvodina
Il Vecchio Hotel Vojvodina si trova a Zrenjanin, in Serbia.

## Storia
L'hotel "Rózsa" venne costruito nella Trg Slobode (Piazza della Libertà) che è la piazza centrale di Zrenjanin, nel 1886 in stile neorinascimentale su progetto di Bela Pelkl di Novi Sad. Ha due piani e un giardino posteriore che si affaccia sul fiume Belaj. Dopo il 1918 il nome dell'hotel cambiò in "Vojvodina"; in quegli anni era il miglior albergo nella zona di Veliki Bečkerek. L'hotel venne ospitato in questo edificio fino al 1972, quando accanto venne costruito un nuovo edificio.
Dopo il 1972, l'edificio cambiò destinazione e ospitò una banca al pianterreno e degli uffici ai piani superiori.
L'ultimo restauro della facciata risale al 2004, anno in cui vennero anche installate le luci che la illuminano.